# ماونت هوب
ماونت هوب (فيرجينيا الغربية) (بالإنجليزية: Mount Hope, West Virginia) هي مدينة تقع في الولايات المتحدة في Fayette County. يقدر عدد سكانها بـ 1,414 نسمة ومساحتها 3.44 كم2 وترتفع عن سطح البحر 525 متر.

## التركيبة السكانية
قام مكتب تعداد الولايات المتحدة بتحديد بيانات التركيبة السكانية لماونت هوبفي تعداد الولايات المتحدة. في ما يلي، التركيبة السكانية حسب تعدادي 2000 و2010.

### تعداد عام 2000
بلغ عدد سكان ماونت هوب 1,487 نسمة بحسب تعداد عام 2000، وبلغ عدد الأسر 635 أسرة وعدد العائلات 419 عائلة مقيمة في المدينة. في حين سجلت الكثافة السكانية 1,142.9 نسمة لكل ميل مربع (441.3/كم2). وبلغ عدد الوحدات السكنية 750 وحدة بمتوسط كثافة قدره 576.4 نسمة لكل ميل مربع (222.5/كم2).
وتوزع التركيب العرقي للمدينة بنسبة 73.77% من البيض و 0.34% من الأمريكيين الأصليين و 0.07% من الأمريكيين ذوي الأصول الآسيوية و 0.27% من سكان جزر المحيط الهادئ و 22.33% من الأمريكيين الأفارقة و 2.29% من عرقين مختلطين أو أكثر.
بلغ عدد الأسر 635 أسرة كانت نسبة 31.0% منها لديها أطفال تحت سن الثامنة عشر تعيش معهم، وبلغت نسبة الأزواج القاطنين مع بعضهم البعض 38.1% من أصل المجموع الكلي للأسر، ونسبة 23.9% من الأسر كان لديها معيلات من الإناث دون وجود شريك، وكانت نسبة 34.0% من غير العائلات. تألفت نسبة 30.2% من أصل جميع الأسر من أفراد ونسبة 15.9% كانوا يعيش معهم شخص وحيد يبلغ من العمر 65 عاماً فما فوق. وبلغ متوسط حجم الأسرة المعيشية 2.87، أما متوسط حجم العائلات فبلغ 2.34.
بلغ العمر الوسطي للسكان 37 عاماً. وكانت نسبة 27.2% من القاطنين تحت سن الثامنة عشر، وكانت نسبة 8.5% بين الثامنة عشر والأربعة وعشرون عاماً، ونسبة 24.6% كانت واقعةً في الفئة العمرية ما بين الخامسة والعشرون حتى والأربعة وأربعون عاماً، ونسبة 23.7% كانت ما بين الخامسة والأربعون حتى الرابعة والستون، ونسبة 16.0% كانت ضمن فئة الخامسة والستون عاماً فما فوق. يوجد لكل 100 أنثى 82.2 ذكر، ويوجد لكل 100 أنثى في الثامنة عشر من عمرها فما فوق 76.2 ذكر.
بلغ متوسط دخل الأسرة في المدينة 18,375 دولار، أما متوسط دخل العائلة فبلغ 23,333 دولار. وكان متوسط دخل الذكور 25,833 دولار مقابل 16,500 دولار للإناث. وسجل دخل الفرد الخاص بالمدينة 11,147 دولار. وكانت نسبة 35.1% من العائلات ونسبة 36.0% من السكان تحت خط الفقر، وكان من هؤلاء نسبة 57.3% تحت سن الثامنة عشر ونسبة 7.1% في الخامسة والستين من العمر وما فوق.

### تعداد عام 2010
بلغ عدد سكان ماونت هوب 1,414 نسمة بحسب تعداد عام 2010، وبلغ عدد الأسر 626 أسرة وعدد العائلات 362 عائلة مقيمة في المدينة. في حين سجلت الكثافة السكانية 1,063.2 نسمة لكل ميل مربع (410.5/كم2). وبلغ عدد الوحدات السكنية 737 وحدة بمتوسط كثافة قدره 554.1 لكل ميل مربع (213.9/كم2).
وتوزع التركيب العرقي للمدينة بنسبة 77.0% من البيض و 0.5% من الأمريكيين الأصليين و 0.4% من الأمريكيين ذوي الأصول الآسيوية و 18.0% من الأمريكيين الأفارقة و 3.7% من عرقين مختلطين أو أكثر.
بلغ عدد الأسر 626 أسرة كانت نسبة 30.0% منها لديها أطفال تحت سن الثامنة عشر تعيش معهم، وبلغت نسبة الأزواج القاطنين مع بعضهم البعض 34.7% من أصل المجموع الكلي للأسر، ونسبة 16.8% من الأسر كان لديها معيلات من الإناث دون وجود شريك، بينما كانت نسبة 6.4% من الأسر لديها معيلون من الذكور دون وجود شريكة وكانت نسبة 42.2% من غير العائلات. وبلغ متوسط حجم الأسرة المعيشية 2.95، أما متوسط حجم العائلات فبلغ 2.26.
بلغ العمر الوسطي للسكان 37.5 عاماً. وكانت نسبة 24.8% من القاطنين تحت سن الثامنة عشر، وكانت نسبة 9.1% بين الثامنة عشر والأربعة وعشرون عاماً، ونسبة 25.4% كانت واقعةً في الفئة العمرية ما بين الخامسة والعشرون حتى والأربعة وأربعون عاماً، ونسبة 26.1% كانت ما بين الخامسة والأربعون حتى الرابعة والستون، ونسبة 14.6% كانت ضمن فئة الخامسة والستون عاماً فما فوق. وتوزع التركيب الجنسي للسكان بنسبة 47.6% ذكور و52.4% إناث.